# Кемпфелд
Кемпфелд (њем. Kempfeld) општина је у њемачкој савезној држави Рајна-Палатинат. Једно је од 96 општинских средишта округа Биркенфелд. Према процјени из 2010. у општини је живјело 814 становника. Посједује регионалну шифру (AGS) 7134046.

## Географски и демографски подаци
Кемпфелд се налази у савезној држави Рајна-Палатинат у округу Биркенфелд. Општина се налази на надморској висини од 526 метара. Површина општине износи 9,7 km². У самом мјесту је, према процјени из 2010. године, живјело 814 становника. Просјечна густина становништва износи 84 становника/km².